# Campaspero (kommunhuvudort)
Campaspero är en kommunhuvudort i Spanien.   Den ligger i provinsen Provincia de Valladolid och regionen Kastilien och Leon, i den centrala delen av landet, 130 km norr om huvudstaden Madrid. Campaspero ligger 905 meter över havet och antalet invånare är 1 475.
Terrängen runt Campaspero är platt. Runt Campaspero är det glesbefolkat, med 11 invånare per kvadratkilometer. Närmaste större samhälle är Peñafiel, 13,9 km nordost om Campaspero. Trakten runt Campaspero består till största delen av jordbruksmark.